# Newpost Creek
Newpost Creek är ett vattendrag i Kanada.   Det ligger i provinsen Ontario, i den sydöstra delen av landet, 700 km nordväst om huvudstaden Ottawa.
I omgivningarna runt Newpost Creek växer i huvudsak blandskog. Trakten runt Newpost Creek är nära nog obefolkad, med mindre än två invånare per kvadratkilometer.